# Alejandra Islas
Alejandra Islas Caro (Ciudad de México, 1957) es una cineasta, guionista, editora y productora mexicana. Su trabajo se ha enfocado en el cine documental de corte social. Ha sido premiada internacionalmente y pertenece al Sistema Nacional de Creadores.

## Trayectoria
Egresada del Centro Universitario de Estudios Cinematográficos, de la UNAM. Ha dirigido documentales y series para la televisión cultural. En el año 2006 impulsó la creación del Festival de la Memoria en el estado de Morelos, evento especializado en la promoción del cine documental Iberoamericano. Es también cofundadora de la Cooperativa de Cine Salvador Toscano y de la Asociación de Documentalistas de México. Ha conjugado su trabajo cinematográfico con la labor docente en la Universidad Autónoma del Estado de Morelos.
Entre sus trabajos más referenciados están: Iztacalco, campamento 2 de octubre sobre asentamientos familiares en busca de regulación en la tenencia de la tierra; Los demonios del edén adaptación cinematográfica del libro de investigación periodística de Lydia Cacho; El albergue sobre el recinto Hermanos en el Camino, dirigido por el defensor de Derechos Humanos Alejandro Solalinde; y La luz y la fuerza una crónica sobre el movimiento del Sindicato Mexicano de Electricistas tras la desaparición de la compañía Luz y Fuerza del Centro.

## Filmografía
- Iztacalco, campamento 2 de octubre, 1979.
- La marcha, 1977. Codirección con Alberto Cortés y Juan Mora.
- La boquilla, 1978.
- La indignidad y la intolerancia están derrotadas, 1980. Codirección con Alberto Cortés.
- Cerca de lo lejos, 1982. Codirección con Federico Serrano.
- México plural, 1985. Codirección con distintos creadores.
- Veracruz, 1914. Memoria de una invasión, 1987.
- Grandes Maestros del Arte Popular, 1988.
- Pablo O'Higgins, 1989.
- Que Viva México, 1991.
- Miradas sobre México: Paul Strand, 1992.
- El caso Molinet, 1992.
- Polvo en el viento (1975-1979), 1993.
- Edward Weston, 1993.
- Tina Modotti, 1994.
- El círculo eterno, Eisenstein en México, 1995.
- Muxes: auténticas, intrépidas, buscadoras de peligro , 2003.
- Los demonios del edén, 2006.
- El albergue, 2011.
- La luz y la fuerza , 2016.[7]